# 浄居寺 (吉安市)
浄居寺（じょうごじ）は、中華人民共和国江西省吉安市青原区青原山にある仏教寺院。

## 歴史
唐の中宗のときに青原行思により創建され、当時は安隠寺と称した。天宝8載（749年）、鑑真は寺院に来てしばらく住んでいた。武宗は仏教を滅ぼし、寺は破壊された。大中5年（851年）は寺院を重修した。
北宋の治平3年（1066年）、英宗により「安隠寺」の額を賜った。崇寧3年（1104年）、徽宗はそれを浄居寺と改名した。
元末に紅巾の乱の火難で寺は全焼した。
明の洪武9年（1376年）、師鞏は寺院を再建した。正徳9年（1514年）、王陽明は寺院に来て講学します。明末の兵火で焼失した。
清の順治年間、住職の笑峰は毗盧殿・延寿殿・伝心殿を修復した。
中華民国のとき、住職の高光が伽藍を整備した。
1957年、江西省人民政府は仏寺を江西省文物保護単位に認定した。文化大革命の初め、仏像・法器は徹底的な破壊に遭い、法師は迫害に遭って、僧侶はしかたなく還俗した。1983年、中華人民共和国国務院は仏寺を漢族地区仏教全国重点寺院に認定した。

## 伽藍
山門、天王殿、大雄宝殿、毗盧殿、七祖塔、飛来塔、祖関、待月橋、迎風橋、龍潭、虎跑泉、試剣石